# لانتس (براندنبورگ)
لانتس (به آلمانی: Lanz) یک شهر در آلمان است که در پریگنیتس واقع شده‌است. لانتس ۸۶۴ نفر جمعیت دارد.